# Gardènia
La gardènia és un gènere de la família de les rubiàcies nadiua de les regions subtropicals i tropicals, distribuïda arreu d'Àfrica, el sud-est d'Àsia, Austràlia i Oceania. Deu el nom a Alexander Garden, un naturalista escocès.
La planta és un arbust o un petit arbre que oscil·la entre 1 i 15 m. Les fulles perennes mesuren entre 5 i 50 cm de llarg i entre 3 i 25 cm d'ample. Són de color verd fosc i tenen una textura llisa. Quant a les flors, aquestes són solitàries i són de color blanc o groc pàl·lid. Tenen entre 5 i 12 pètals i amiden entre 5 i 12 cm de diàmetre. Normalment floreixen entre primavera i estiu, tot i que algunes espècies floreixen a la tardor.
Té un consum d'aigua elevat i resisteix al gel i a la calor.

## Taxonomia
El gènere Gardenia inclou les espècies següents:
| - Gardenia augusta — Inclosa dins G. jasminoides - Gardenia brighamii — Gardènia de Hawaiʻi (Hawai'i) - Gardenia carinata — (Índia, Malàisia) - Gardenia cornuta — Gardènia de Natal (Àfrica del sud) - Gardenia fortunei — (Àsia de l'est) - Gardenia gummifera — (Índia) - Gardenia imperialis — (Àfrica tropical) - Gardenia jasminoides — Gàrdenia comuna (Sud de la Xina i el Japó) - Gardenia jovis-tonantis — Inclosa dins G. ternifolia - Gardenia latifolia — (Índia) - Gardenia lucida — Inclosa dins G. resinifera | - Gardenia mannii — (Hawaiʻi) - Gardenia remyi — (Hawaiʻi) - Gardenia resinifera — Gardènia brillant (Índia) - Gardenia resiniflua — (Àfrica del sud) - Gardenia spatulifolia — (Àfrica del sud) - Gardenia tahitensis — Tiara (Tahití) - Gardenia ternifolia — Gardènia de fulla llarga del Transvaal (Àfrica del sud) - Gardenia thunbergia — Gardènia de bosc (Àfrica del sud) - Gardenia tubifera — (Sud-est d'Àsia) - Gardenia turgida — (Índia) - Gardenia volkensii — Gardènia del Transvaal (Àfrica del sud) |